# Essertes
Essertes är en ort i kommunen Oron i kantonen Vaud i Schweiz. Den ligger cirka 13 kilometer nordost om Lausanne. Orten har 396 invånare (2021).
Orten var före den 1 januari 2022 en egen kommun, men inkorporerades då in i kommunen Oron.